# Кызыл-Туу (Достукский айылный аймак)
Кызыл-Туу (кирг. Кызыл-Туу) — село в Ноокенском районе Джалал-Абадской области Кыргызстана. Входит в состав Достукского айылного аймака.

## География
Село расположено в южной части области, вблизи государственной границы с Узбекистаном, на расстоянии приблизительно 37 километров (по прямой) к западо-северо-западу от села Масы, административного центра района. Абсолютная высота — 529 метров над уровнем моря.

## Население
Согласно оценочным данным Национального статистического комитета Кыргызской Республики, численность населения села на начало 2023 года составляла 2799 человек.
| год     | 2009 | 2014 | 2015 | 2020 | 2021 | 2023 |
| ------- | ---- | ---- | ---- | ---- | ---- | ---- |
| человек | 1708 | 1682 | 1682 | 2712 | 2752 | 2799 |